# Paleonurini
Tribu
Les Paleonurini sont une tribu de collemboles de la famille des Neanuridae.

## Liste des genres
Selon Checklist of the Collembola of the World (version du 4 novembre 2019) :
- Adbiloba Stach, 1951
- Afrobella Cassagnau, 1983
- Australonura Cassagnau, 1980
- Bilobella Caroli, 1912
- Blasconura Cassagnau, 1983
- Blasconurella Deharveng & Bedos, 1992
- Caledonura Deharveng, 1988
- Calvinura Cassagnau, 1988
- Camerounura Cassagnau, 1991
- Chaetobella Cassagnau, 1983
- Chirolavia Deharveng, 1991
- Digitanura Deharveng, 1987
- Ectonura Cassagnau, 1980
- Elgonura Cassagnau, 1984
- Galanura Smolis, 2000
- Gnatholonche Börner, 1906
- Graniloba Cassagnau, 2000
- Hazaranura Cassagnau, 1991
- Himalmeria Cassagnau, 1984
- Inameria Cassagnau, 1983
- Nepalanura Yosii, 1966
- Nepalimeria Cassagnau, 1984
- Nilgirella Cassagnau, 1983
- Paleonura Cassagnau, 1982
- Paramanura Cassagnau, 1986
- Parectonura Deharveng, 1988
- Parvatinura Cassagnau, 1982
- Penelopella Cassagnau, 1986
- Phradmon Greenslade & Deharveng, 1991
- Phylliomeria Delamare Deboutteville, 1948
- Pronura Delamare Deboutteville, 1953
- Rambutanura Deharveng, 1988
- Siamanura Deharveng, 1987
- Singalimeria Cassagnau, 1984
- Speleonura Palacios-Vargas & Simón-Benito, 2007
- Stenomeria Cassagnau, 1990
- Synameria Cassagnau, 1983
- Tamulmeria Cassagnau, 1988
- Thaianura Yosii, 1961
- Travura Cassagnau & Deharveng, 1980
- Vitronura Yosii, 1969
- Womersleya Denis, 1948
- Zelandanura Deharveng & Wise, 1987

## Publication originale
- Cassagnau, 1989 : Les Collemboles Neanurinae; elements pour une synthèse phylogénétique et biogéographique. 3rd International Seminar on Apterygota, Siena, p. 171–182.